# Поворот не туди 6: Останній курорт
Поворот не туди 6: Останній курорт (англ. Wrong Turn 6: Last Resort) — слешер, знятий у 2014 році режисером Валерієм Мільовим. Попри номер у назві, фільм є перезапуском франшизи, а не черговим сиквелом.
Фільм отримав загалом негативні відгуки, але вони були вищими, ніж у попередніх двох частин. Критиками хвалилася гра акторів та сюжет, але критикувалися ефекти.
Фільм був випущений на DVD та в цифровому вигляді 21 жовтня 2014. Продажі фільму склали 1 мільйон доларів. Після цього було ще одне перезавантаження, назване «Поворот не туди: Спадщина» (2021).

## Сюжет
Брати Хіллікер: Трипалий, Пилозубий та Одноокий вбивають пару байкерів, Дар'ю та Ніка, на велосипедній доріжці у Західній Вірджинії. Брати перебувають під опікою своїх божевільних родичів Джексона і Саллі, доглядачів місцевого готельного курорту Хоббс-Спрінгс. Денні відвідує курорт за сімейною спадщиною разом зі своєю дівчиною Тоні, її братом Родом та їхніми друзями Віком, Чарлі, Браяном та його дівчиною Джилліан. Після прибуття його вітають Саллі та Джексон, його двоюрідні брати, але без відома його друзів, вони канібали, і Джексон убив літню гостю готелю Агнес Філдс у коридорі.
Брайан і Джилліан, які наступного дня купують продукти, дізнаються від стурбованого шерифа Дусетта про зникнення городян, включаючи гостей готелю та Агнес. Виїжджаючи, Дусетт натикається на блокпост, де його вбиває Трьохпалий. Стривожені новинами Браяна і Джилліан про долю містян, друзі Денні стали підозріло ставитися до характеру його двоюрідних родичів та його інтересу залишитися зі своєю сім'єю, що призвело до погіршення його стосунків з іншими. Тоні відправляє Віка знайти Денні, який вирушив на полювання з Джексоном у ліс. Вік бачить, як Пилозубий пожирає оленя, вбитого Денні під час полювання. Коли Денні планує відремонтувати готель, щоб знов відкрити його наступного року, його друзі неохоче погоджуються залишитися. Однак Джилліан та Браян планують залишити місто. При цьому вони виявляють потаємні двері в підвал, що ведуть у підземну лазню, де Джилліан збуджується і спокушає Брайана зайнятися з нею сексом. Відразу після того, як Браян доводить Джилліан до оргазму на півдорозі, канібали раптово нападають на пару. Брайана б'ють по голові, внаслідок чого він отримує серйозну травму голови, а потім Джилліан жорстоко розчленовують без Брайана, щоб захистити її, але Саллі не дає їм убити Брайана. Потім вона тягне його у свою спальню і ґвалтує. Потім вона душить його подушкою за наказом Джексона.
Тепер, повстаючи проти своїх друзів під час спекотної суперечки з Тоні, Джексон і Саллі знайомлять Денні зі своїми давно втраченими родичами-людожерами на галявині. Вони пояснюють Денні, Хіллікер, своє походження. Вік слідує за ними і підслуховує їхню розмову. Потім його захоплюють Хіллікери, які перерізають йому горло і виривають нутрощі, щоб весь клан з'їв його для церемонії. Коли наступного ранку решта групи починає йти, Тоні, Род і Чарлі виявляють, що Джексон готує їжу на кухні з розчленованими трупами жертв, включаючи Брайана і Джилліан. З жахом вони намагаються втекти, але натикаються на канібалів, які вбивають і Чарлі, і Рода. Тоні озброюється гвинтівкою з арсеналу і входить у лазню, щоб протистояти Саллі з приводу маніпулювання Денні проти його друзів. Поки вони борються, Тоні спотворює Саллі і відстрілює їй ногу з гвинтівки. В люті Джексон наказує Денні вбити Тоні, але дозволяє їй втекти. Джексон переслідує її, поки Тоні не завдає удару у відповідь, завдаючи йому удару ключем від дверей в голову, вбиваючи його. Денні, розгніваний Тоні за вбивство Джексона, потім дозволяє канібалам убити її, вдаривши її сокирою по голові.
Через рік після повторного відкриття курорту, перейменованого на Хіллікер-Спрінгс, Денні стає новим менеджером і продовжує брудну сімейну традицію.

## В ролях
| Актор             | Роль       |
| ----------------- | ---------- |
| Ентоні Іллот      | Денні      |
| Кріс Джервіс      | Джексон    |
| Еквілла Золл      | Тоні       |
| Седі Кац          | Саллі      |
| Ролло Скіннер     | Вік        |
| Біллі Ашвурд      | Рід        |
| Гаррі Белчер      | Чарлі      |
| Джой Камінар      | Браян      |
| Роксана Паллет    | Джиліан    |
| Радослав Парванов | Трьохпалий |
| Данко Йорданов    | Пилозубий  |
| Асен Асенов       | Одноокий   |
| Таліта Люк-Ердлей | Дар'я      |
| Кікен Робінсон    | Шериф      |

## Зйомки
Режисера Деклана О'Брайєна замінив режисер Валерій Мільов у шостій частині франшизи «Поворот не туди». Який спочатку служив продовженням «Поворот не туди 5: Кровна спорідненість» (2012), який завершив трилогію приквелів, але був скасований. Повідомляється, що зйомки шостого фільму розпочалися у березні 2014 року у Болгарії.

## Судова справа
У жовтні 2014 року в Ірландії було порушено судову справу щодо несанкціонованого використання фото жінки, яка зникла безвісти у графстві Вексфорд. Суддя відмовився винести тимчасову судову заборону, але справа повернулася до суду на початку листопада 2014 року. В результаті позову дистриб'ютор 20th Century Fox відкликав усі випуски фільму на DVD та Blu-ray, не плануючи припинити чи повторити реліз, а також відключили всі джерела потокового мовлення в Інтернеті. Зрештою фільм був перевиданий із розмитою фотографією.